# Loma Macho
Loma Macho är en ort i Mexiko.   Den ligger i kommunen Acatepec och delstaten Guerrero, i den södra delen av landet, 270 km söder om huvudstaden Mexico City. Loma Macho ligger 1 302 meter över havet och antalet invånare är 120.
Terrängen runt Loma Macho är huvudsakligen kuperad, men åt nordost är den bergig. Runt Loma Macho är det ganska tätbefolkat, med 58 invånare per kvadratkilometer. Närmaste större samhälle är Ciénega del Sauce, 2,9 km väster om Loma Macho. I omgivningarna runt Loma Macho växer huvudsakligen savannskog.